# Kalikadevi
Kalikadevi – gaun wikas samiti we wschodniej części Nepalu w strefie Sagarmatha w dystrykcie Okhaldhunga. Według nepalskiego spisu powszechnego z 2001 roku liczył on 376 gospodarstw domowych i 2139 mieszkańców (1137 kobiet i 1002 mężczyzn).